# Илай Эркёк
Илай Эркёк (род. 1 октября 1993 года) — турецкая актриса

.

## Ранняя жизнь и образование
Илай Эркёк родилась в Стамбуле, хотя семья родом из Манисы. Есть брат Корай Эркёк. Окончила Государственную консерваторию Стамбульского университета. Получила актёрское образование в Королевской консерватории Шотландии в Глазго, Шотландия.

## Карьера
Эркёк начала свою актёрскую карьеру в 2013 году — снялась в сериале Güneşi Beklerken и сыграла роль молодой Демет, где также снимались Керем Бюрсин и Ханде Догандемир. В 2015 году снялась в сериале Инадина Ашк и сыграла роль Дамлы. Сериал транслировался на канале FOX, в нём снимались Джан Яман и Ачелия Топалоглу. В 2016 году она дебютировала в сериале Hayatımın Aşkı и сыграла роль Сезен, в том же году она снялась в телефильме Четин Чевиз 2 и сыграла роль Айшен.
В 2017 году она дебютировала в кино — снялась Seni Gidi Seni, в котором сыграла Элиф. В 2018 году она дебютировала в сериале Darısı Başımıza, сыграв роль Нур. В 2019 году она снялась в сериале Hercai и изобразила героиню Ярен Шадоглу. В нём снимались Акын Акынёзю, Эбру Шахин и Оя Унустасы, сериал всё ещё транслируется по состоянию на 2021 год.

## Личная жизнь
Эркёк встречалась с турецким актёром и певцом Керемджемом, который старше её на пятнадцать лет, позже они расстались. В 2020 году начала встречаться с баскетболистом Керемом Гюльмезом.

## Фильмография
| Фильмы        | Фильмы           | Фильмы       |
| Год           | Заголовок        | Роль         |
| ------------- | ---------------- | ------------ |
| 2016          | Четин Чевиз 2    | Айшен        |
| 2017          | Сени Гиди Сени   | Элиф         |
| 2017          | Илк Опюкюк       | Чагла        |
| Телевидение   |                  |              |
| 2013–2014 гг. | Гюнеши Беклеркен | Юная Демет   |
| 2015–2016 гг. | Инадина Ашк      | Дамла Башар  |
| 2016          | Хаятимин Ашки    | Сезен        |
| 2018          | Дариси Башимиза  | Нур          |
| 2019–2021 гг. | Ветреный         | Ярен Шадоглу |